# Каммингс, Стив
Стивен Филип Каммингс (англ. Stephen Philip Cummings, род. 19 марта 1981 в Клаттербридже, Уиррел, Великобритания) — британский трековый и шоссейный велогонщик. Серебряный призёр Летних Олимпийских игр 2004 года, чемпион мира 2005 года и многократный чемпион Великобритании в командной гонке преследования. Участник Летних Олимпийских игр 2008.

## Победы на треке
2001
- Чемпион Великобритании в командной гонке преследования

2004
- Олимпийские игры — 2-е место в командной гонке преследования

2005
- Чемпион мира в командной гонке преследования
- Чемпион Великобритании в командной гонке преследования

2006
- Игры Содружества — 1-е место в командной гонке преследования
- Чемпион Великобритании в командной гонке преследования

## Победы на шоссе
| 1999 - Чемпион Великобритании среди юниоров в групповой гонке 2005 - Чемпионат Великобритании, групповая гонка — 2-е место 2008 - Джиро провинции Реджио Каллабрия — этап 2 - Кубок Бернокки - Тур Дании — 2-е место в генеральной классификации - Тур Британии — 2-е место в генеральной классификации 2009 - Джиро дель Капо — этап 3 | 2011 - Чемпионат Великобритании, индивидуальная гонка на время — 2-е место - Вольта Алгарви — этап 3 - Тур Британии — 2-е место в генеральной классификации 2012 - Вуэльта Испании — этап 13 - Тур Пекина — этап 5 2014 - Тур Средиземноморья — этап 3b и генеральная классификация 2015 - Трофей Андраткс — Мирадор д’Эс Коломер - Тур де Франс — этап 14 2016 - Тиррено — Адриатико — этап 4 - Тур Страны Басков — этап 3 |

## Статистика выступлений наГранд Турах
| Гранд Тур | 2007 | 2008 | 2009 | 2010 | 2011 | 2012 | 2013 | 2014 | 2015 |
| --------- | ---- | ---- | ---- | ---- | ---- | ---- | ---- | ---- | ---- |
| Джиро     | 110  | 96   | -    | 55   | -    | -    | 149  | -    | -    |
| Тур       | -    | -    | -    | 151  | -    | 95   | -    | -    | 86   |
| Вуэльта   | -    | -    | -    | -    | -    | 156  | -    | -    |      |